# Pyramide d'Ounas
La pyramide d'Ounas est une pyramide à faces lisses située à Saqqarah, près du Caire, en Égypte. Elle a été construite par le pharaon Ounas, dernier roi de la Ve dynastie. Elle est la première pyramide dont la chambre funéraire est décorée des textes des pyramides. Son nom antique est « La pyramide qui est la beauté des lieux ».
Sa structure et son complexe funéraire suivent l'architecture des exemples de ses prédécesseurs à Abousir, établissant désormais le plan classique des futurs ensembles qui seront édifiés par les pharaons de la dynastie suivante.

## Le complexe funéraire
Le temple de la vallée de ce complexe funéraire, qui bordait autrefois un canal relié au Nil, accueille encore le visiteur à l'entrée du site de Saqqarah. Édifié sur un quai auquel on accède par une rampe à escalier, le temple comportait trois entrées à colonnes papyriformes, dont certaines ont été redressées. Suivait un vestibule à colonnes, sans doute du même style, qui donnait accès à la longue rampe menant au temple haut, ou temple funéraire qui est installé sur le flanc est de la pyramide.
Cette chaussée est constituée d'un long couloir dont le plafond était dédoublé, laissant une étroite ouverture rectiligne en son centre qui devait apporter une lumière rasante à l'intérieur obscur et quelque peu mystérieux de ce long chemin vers la nécropole. Les murs étaient entièrement décorés de reliefs illustrant la vie du pays et sans doute quelques grands événements du règne, comme le transport par bateaux des grandes colonnes monolithes en granit qui servirent à l'édification du temple ou encore des hauts faits militaires. Des parties de la chaussée ont été reconstituées, permettant d'imaginer l'aspect général de ce monumental accès au sanctuaire d'Ounas.
Le temple funéraire comportait une grande cour péristyle qui desservait plusieurs parties annexes du sanctuaire et les cinq chapelles de cultes, dans lesquelles le roi figurait aux côtés des dieux. Tout autour se trouvaient les mastaba et tombes de la cour du roi.

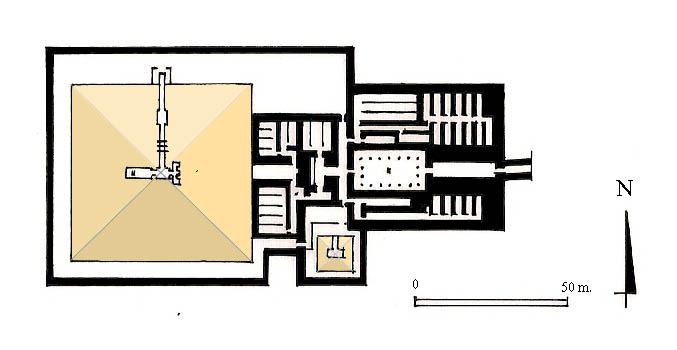
Plan du complexe funéraire

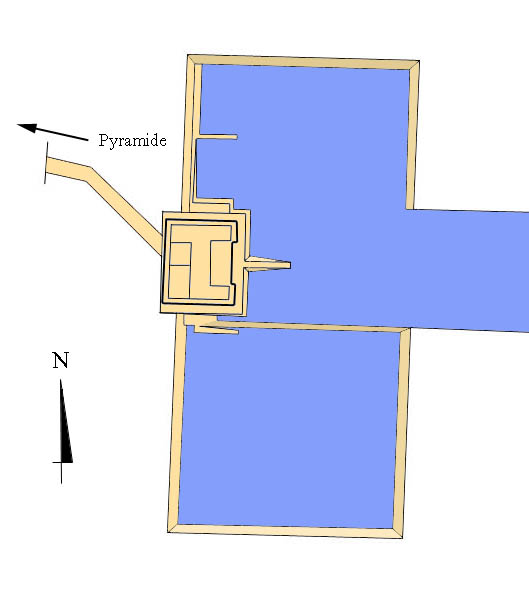
Plan du temple d'accueil et du quai

## La pyramide

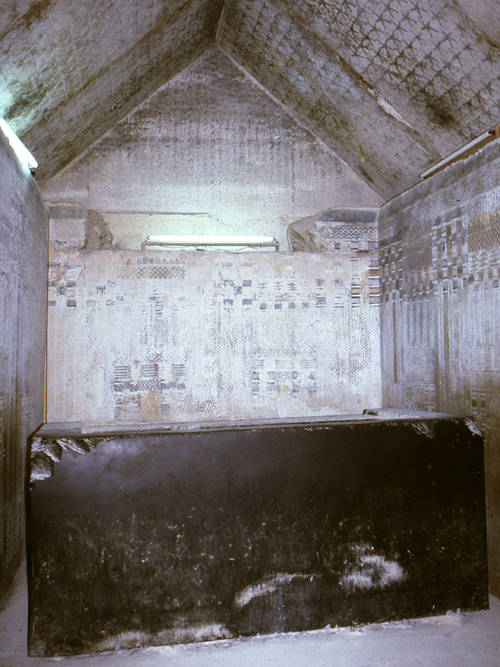
Chambre funéraire de la pyramide d'Ounas

La pyramide dominait l'ensemble avec son revêtement en calcaire fin dont une partie est visible au sud du monument. La base mesure 57,7 m et la hauteur est de 43 m.
L'accès aux appartements souterrains et la chambre au sarcophage se faisait au nord. Ces pièces forment l'aspect le plus spectaculaire de l'ensemble funéraire d'Ounas. En effet ils sont couverts de hiéroglyphes formant les premiers exemplaires des textes des pyramides qui seront largement développés à la VIe dynastie.
Le sarcophage du roi, sculpté dans un bloc de granit, est encore en place le long de la paroi occidentale sur laquelle figure une représentation de l'enceinte à redans du palais.
La chambre est couverte par une voûte en chevron décorée d'étoiles à cinq branches jaune or sur un fond bleu nuit.
C'est la première fois qu'une chambre funéraire royale reçoit un décor aussi élaboré et comprenant sur ses parois le premier corpus théologique connu de l'histoire de l'humanité.

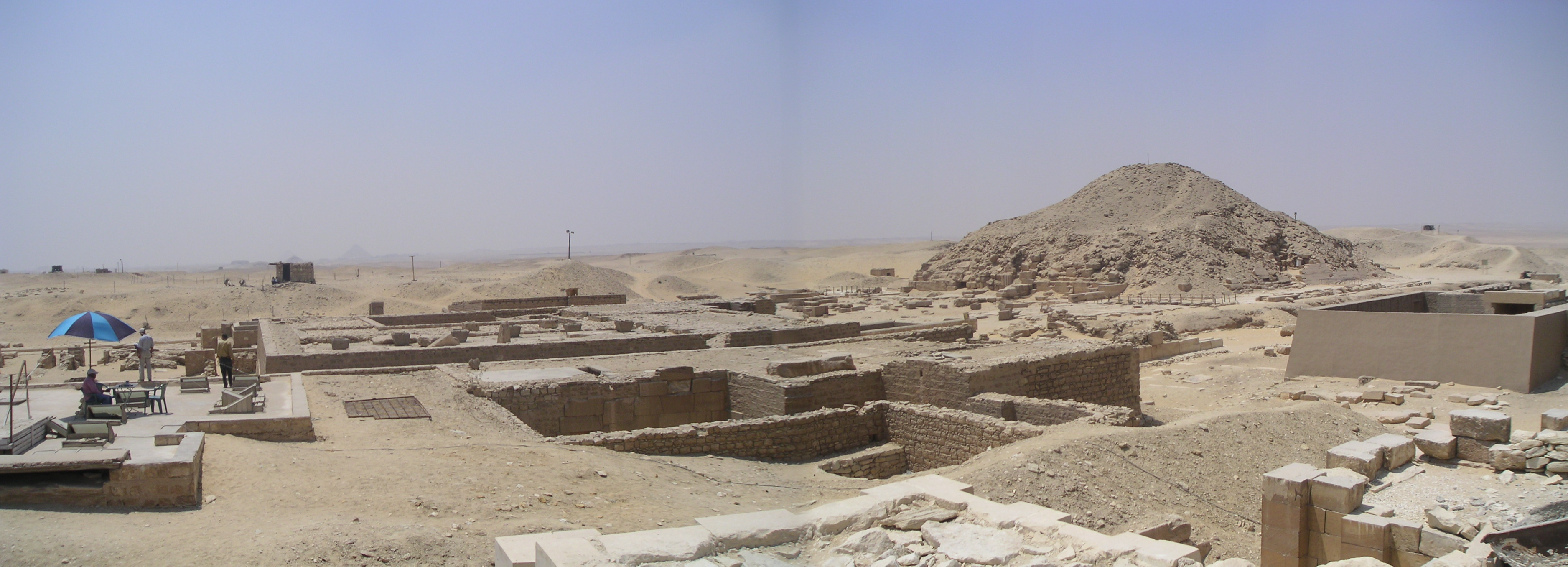
Vue générale du complexe d'Ounas et de ses environs

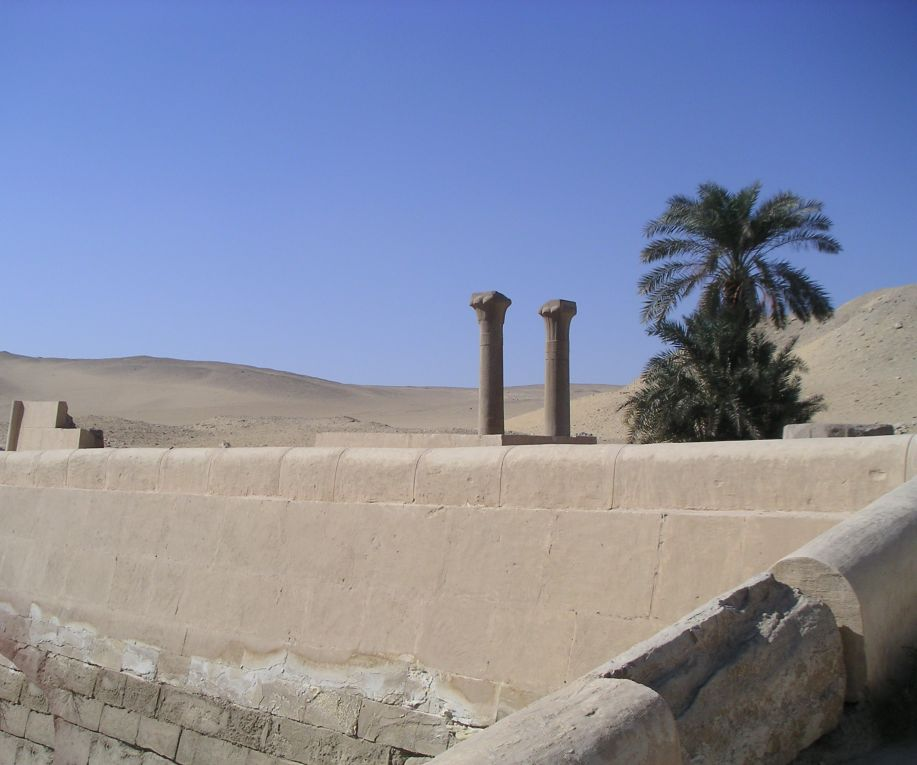
Vestiges du temple de la vallée du complexe funéraire d'Ounas
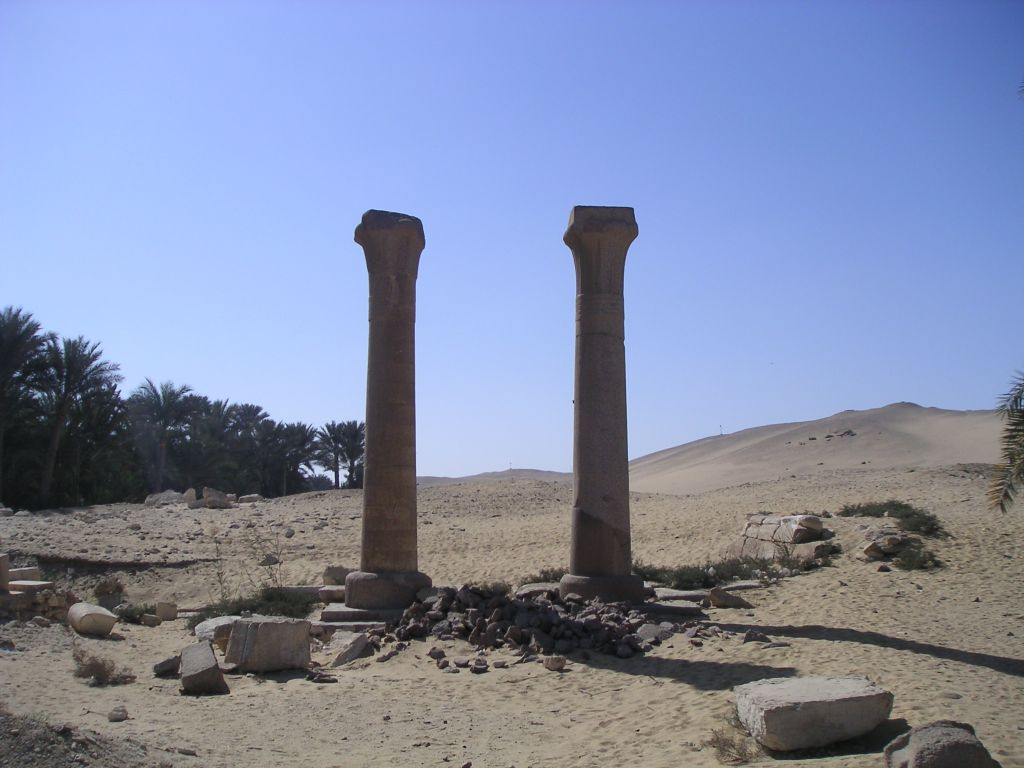
Les colonnes monolithique de granit du temple de la vallée
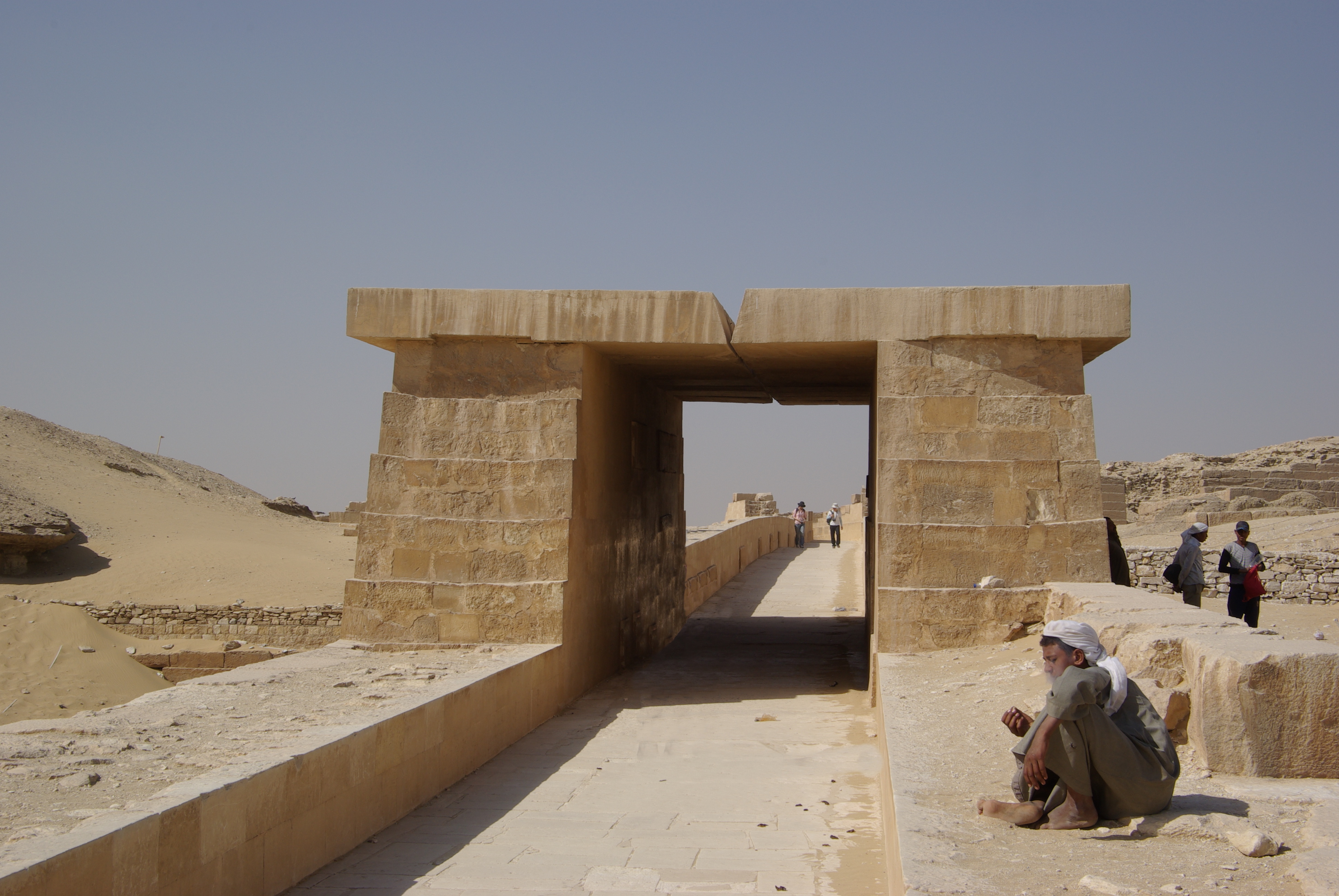
Partie restaurée de la chaussée d'Ounas
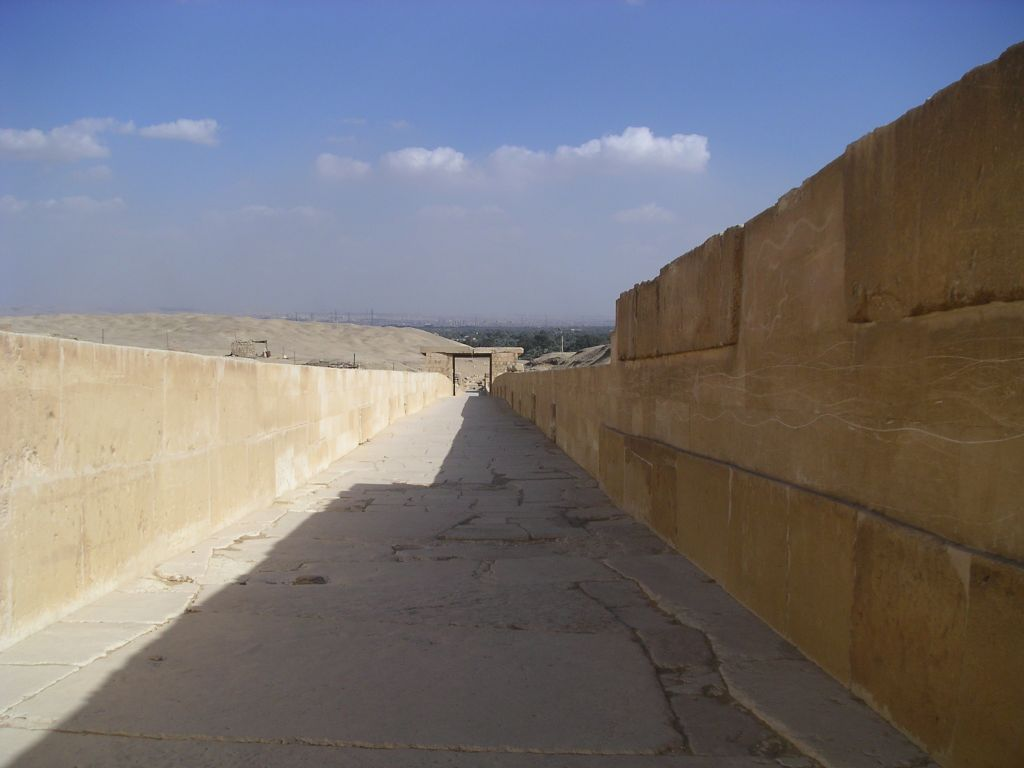
Chaussée montante reliant les temples d'Ounas
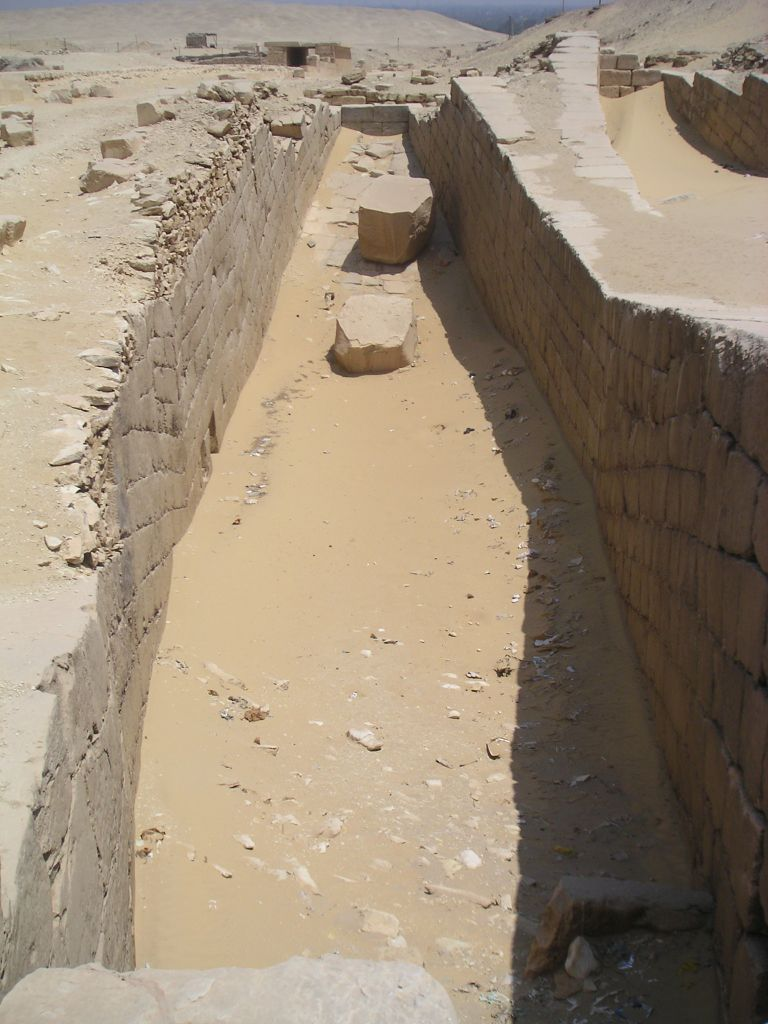
Fosses à barques d'Ounas
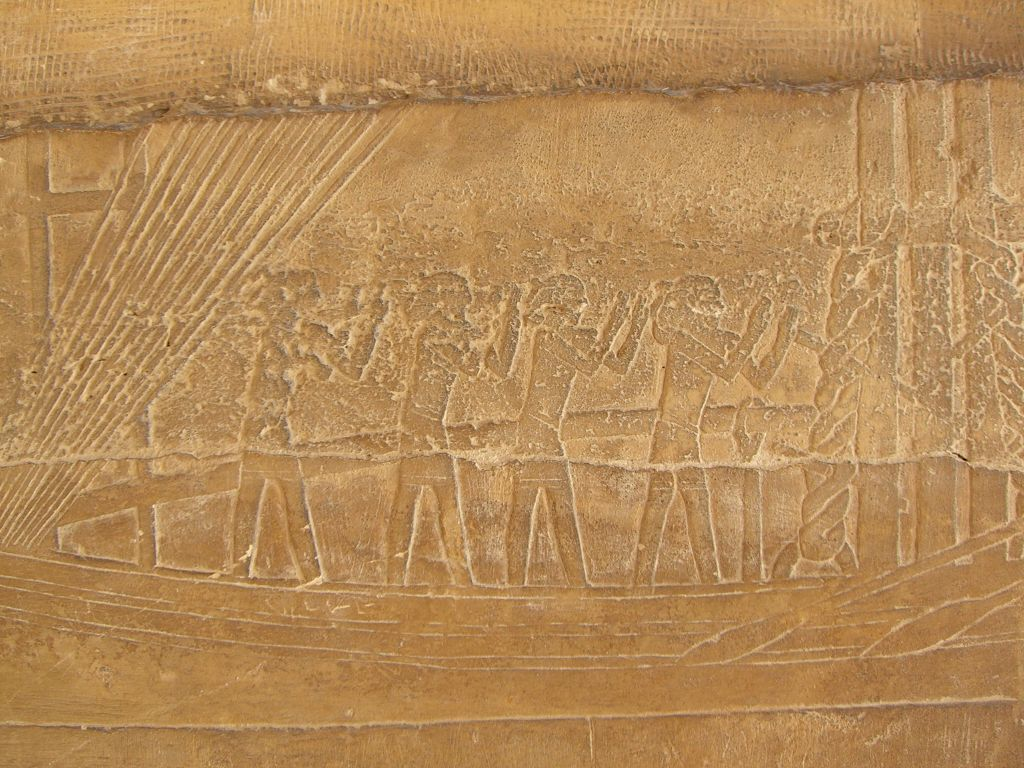
Relief de la chaussée d'Ounas
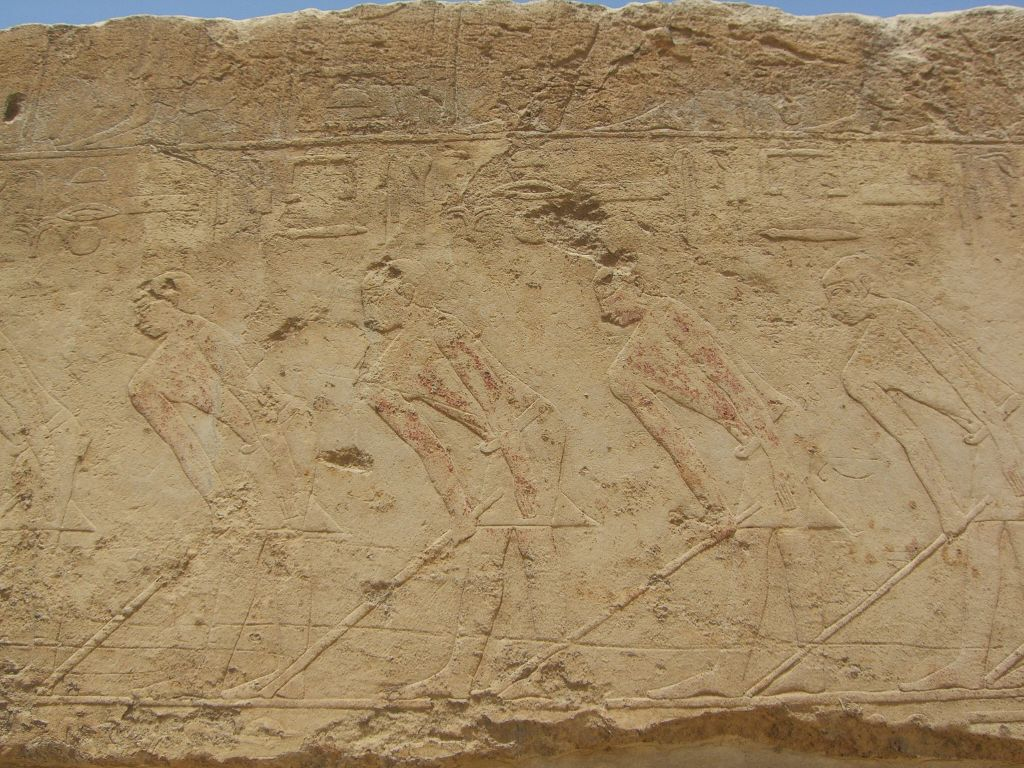
Relief de la chaussée d'Ounas
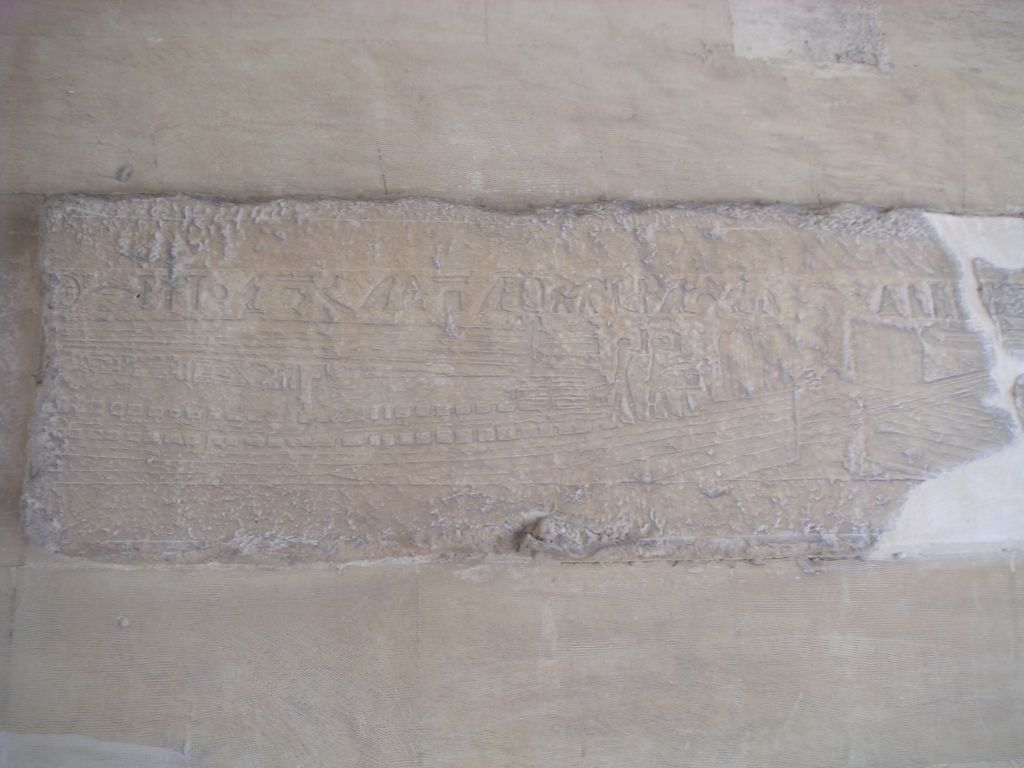
Relief de la chaussée figurant les grandes barges de transport
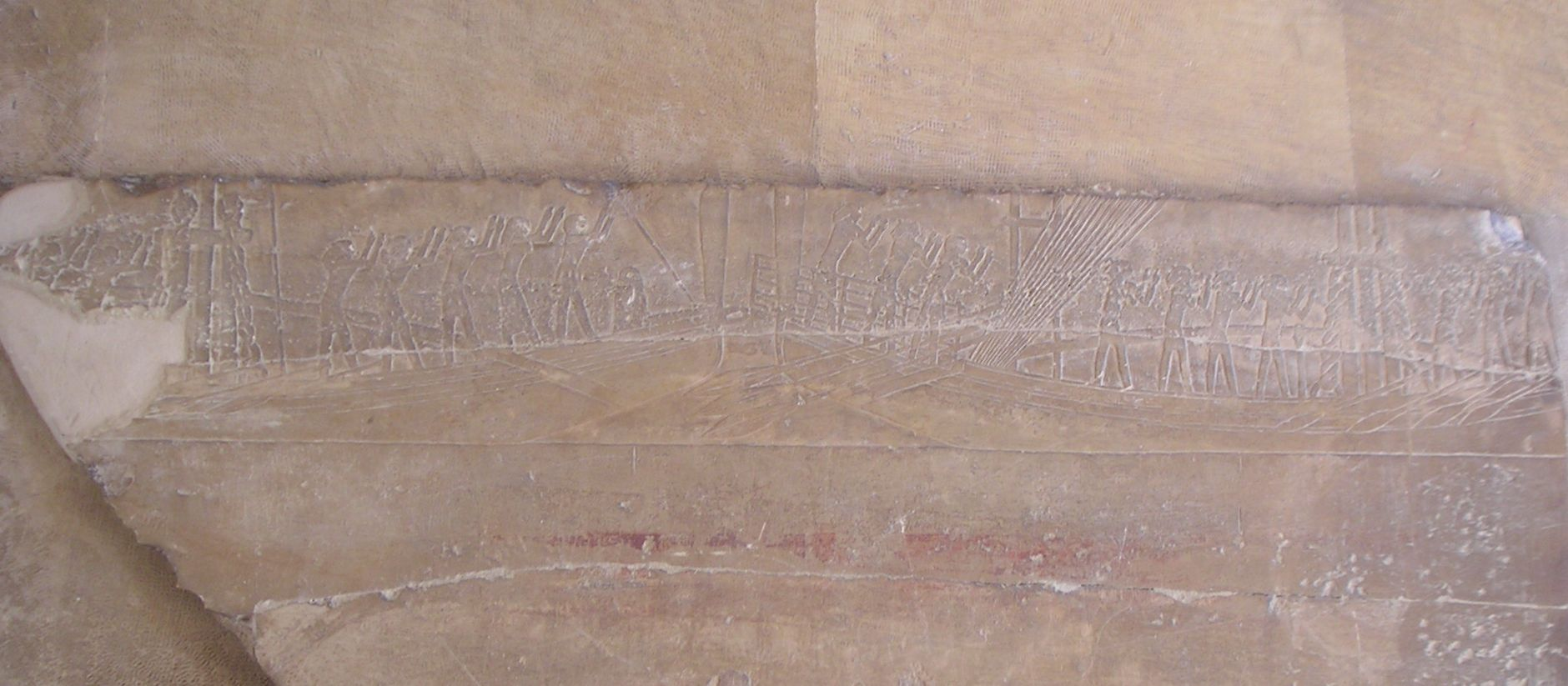
Relief de la chaussée d'Ounas représentant l'escorte des grandes barges de transport
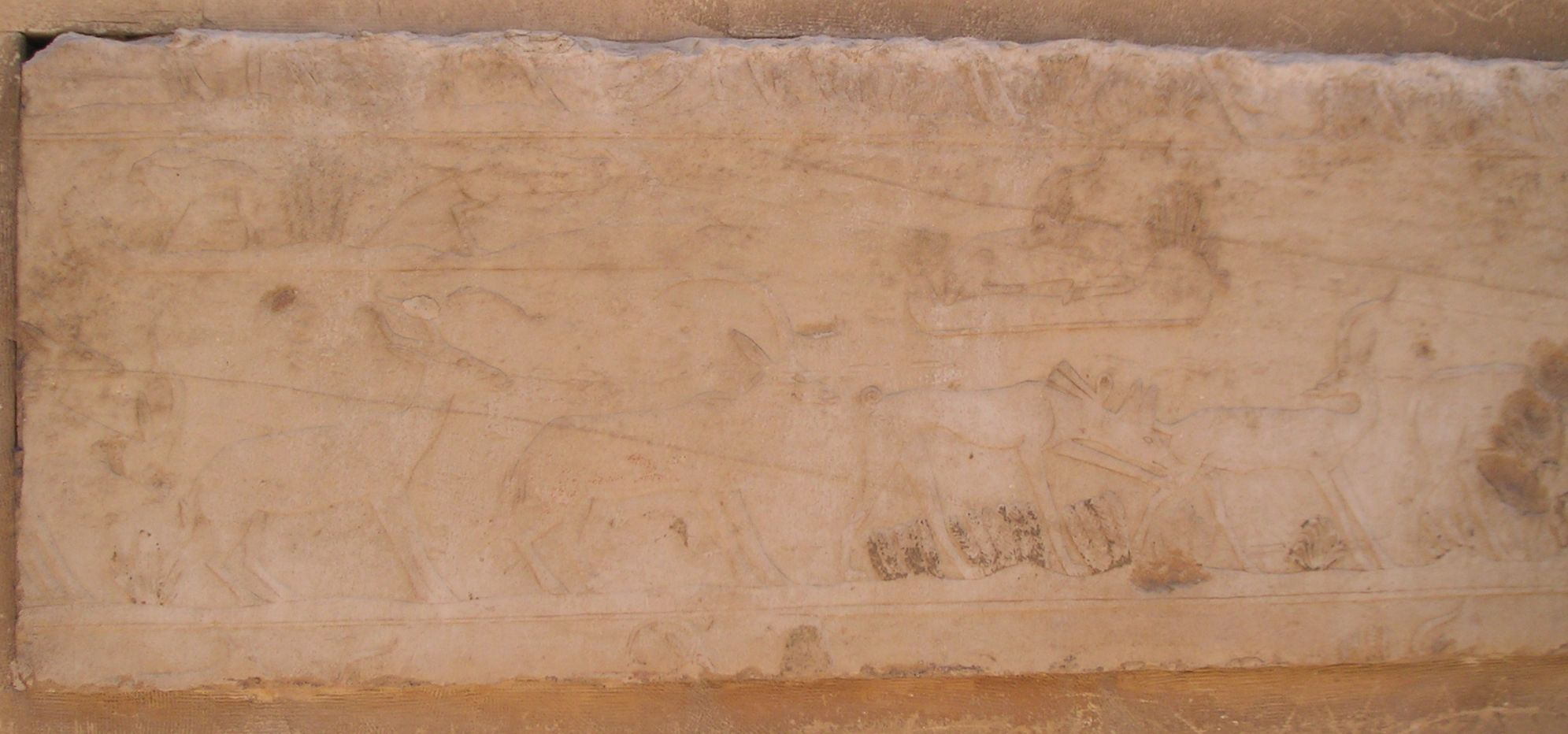
Relief bucolique de la chaussée d'Ounas
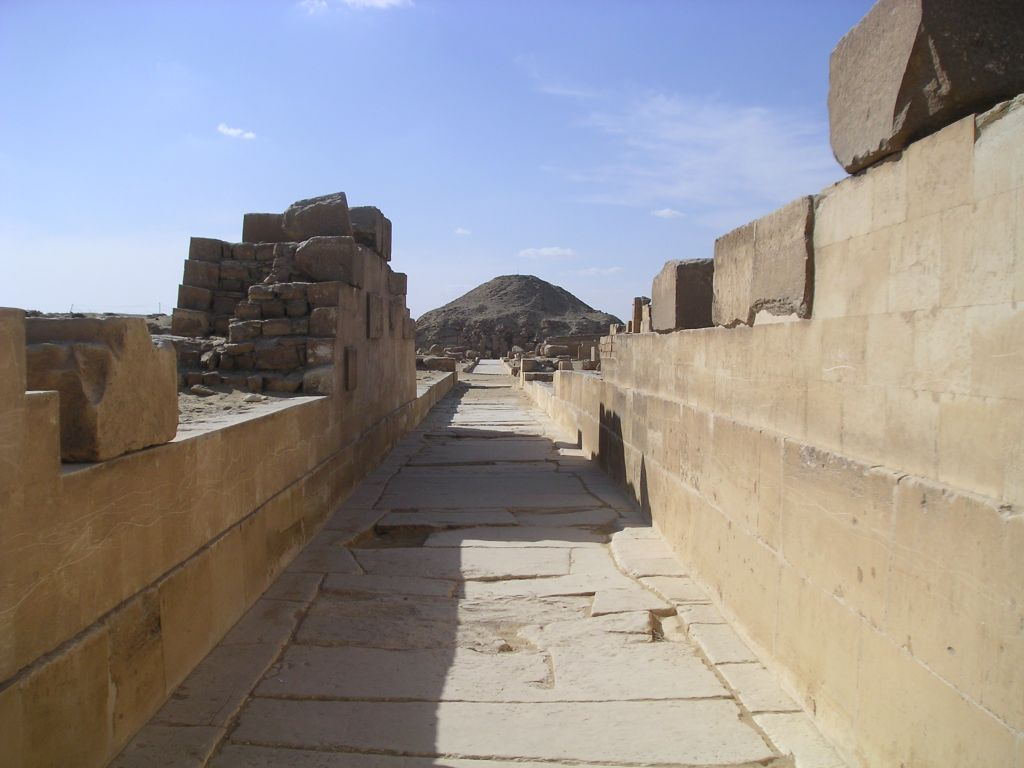
Arrivée de la chaussée devant le temple et la pyramide d'Ounas
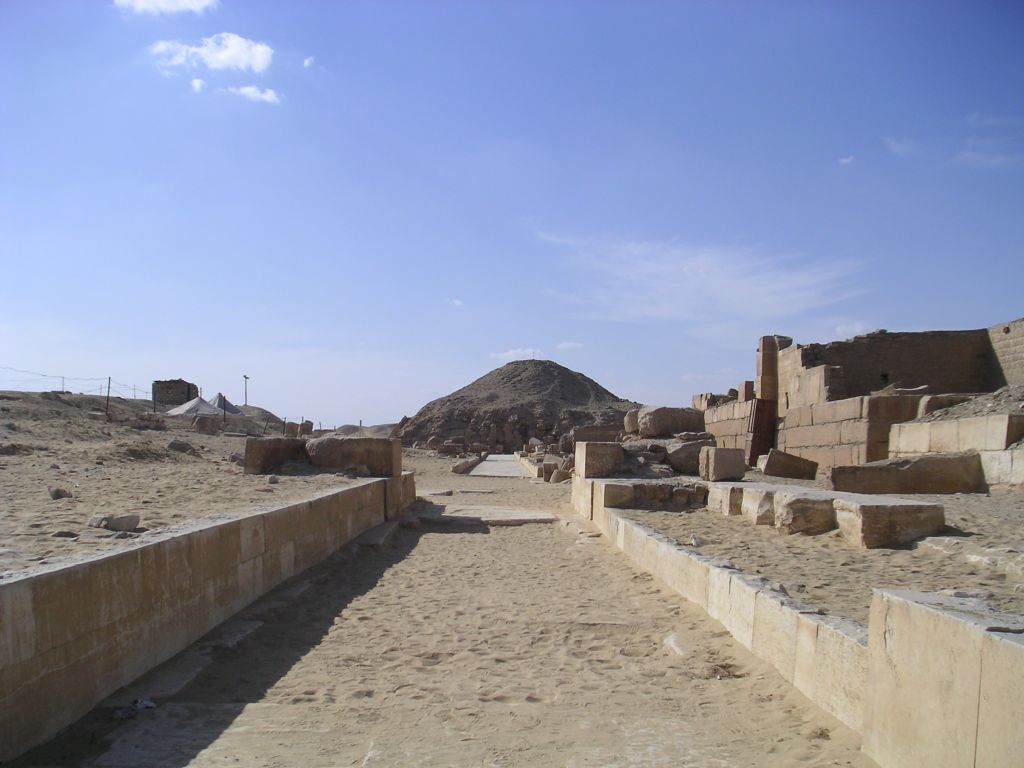
Vestiges du temple funéraire d'Ounas et de ses environs
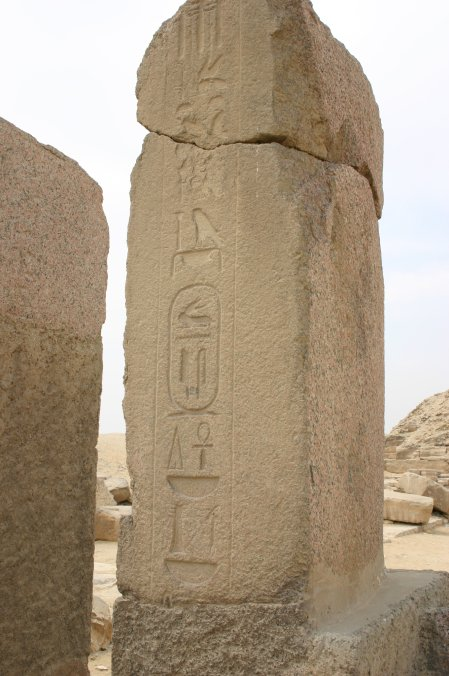
Montant en granit de la porte axiale du temple funéraire avec la titulature d'Ounas
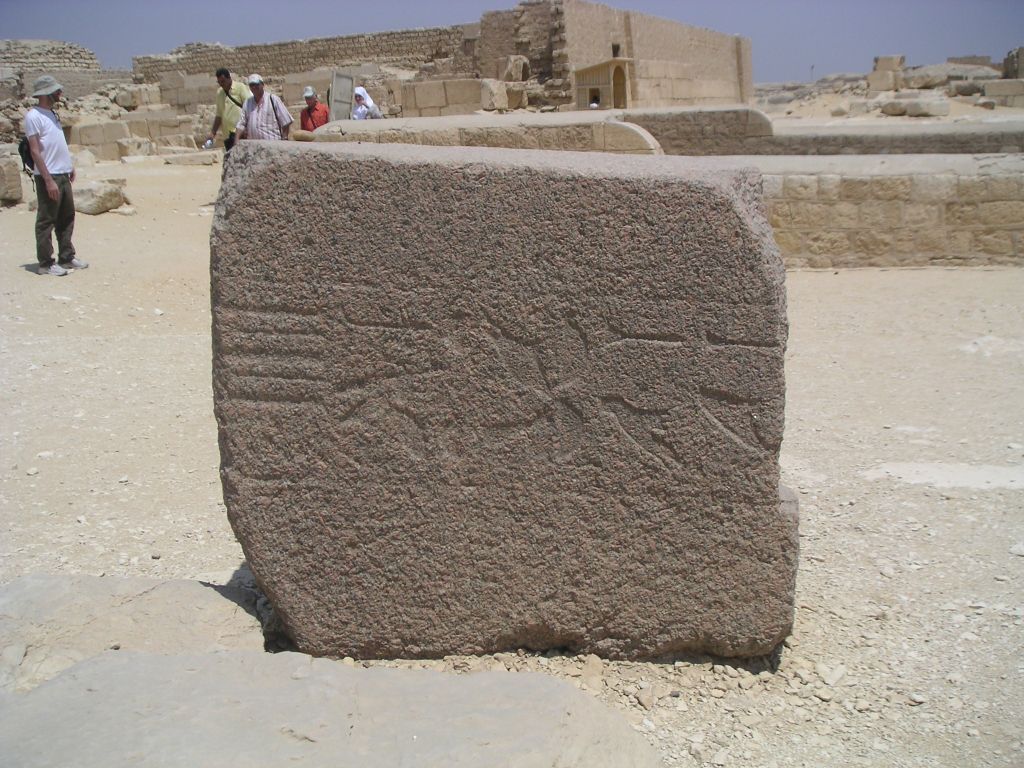
Montant en granit d'une porte du temple funéraire d'Ounas
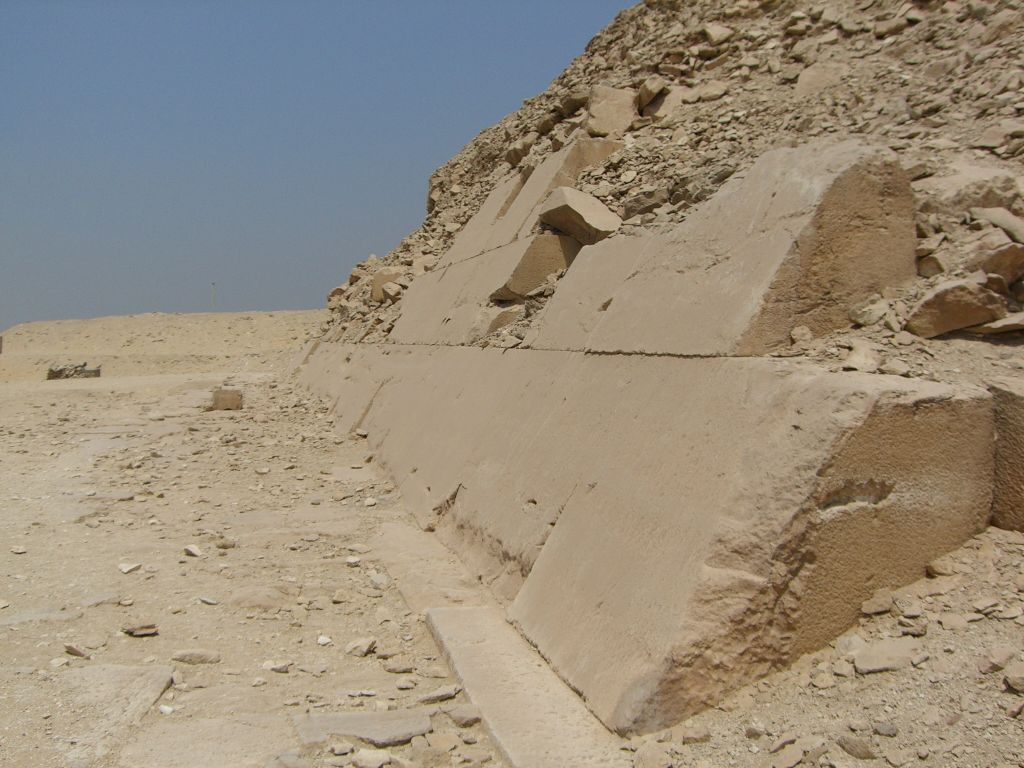
Face sud de la pyramide d'Ounas ayant conservé une partie de son revêtement
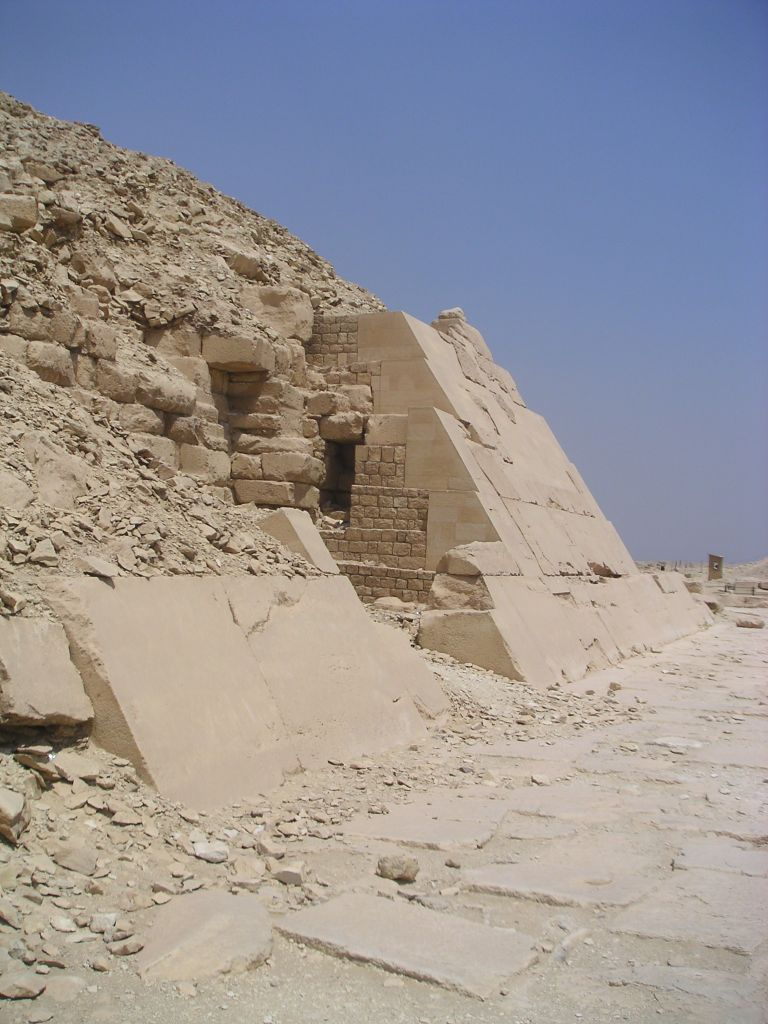
Face ouest de la pyramide d'Ounas avec une partie de son revêtement
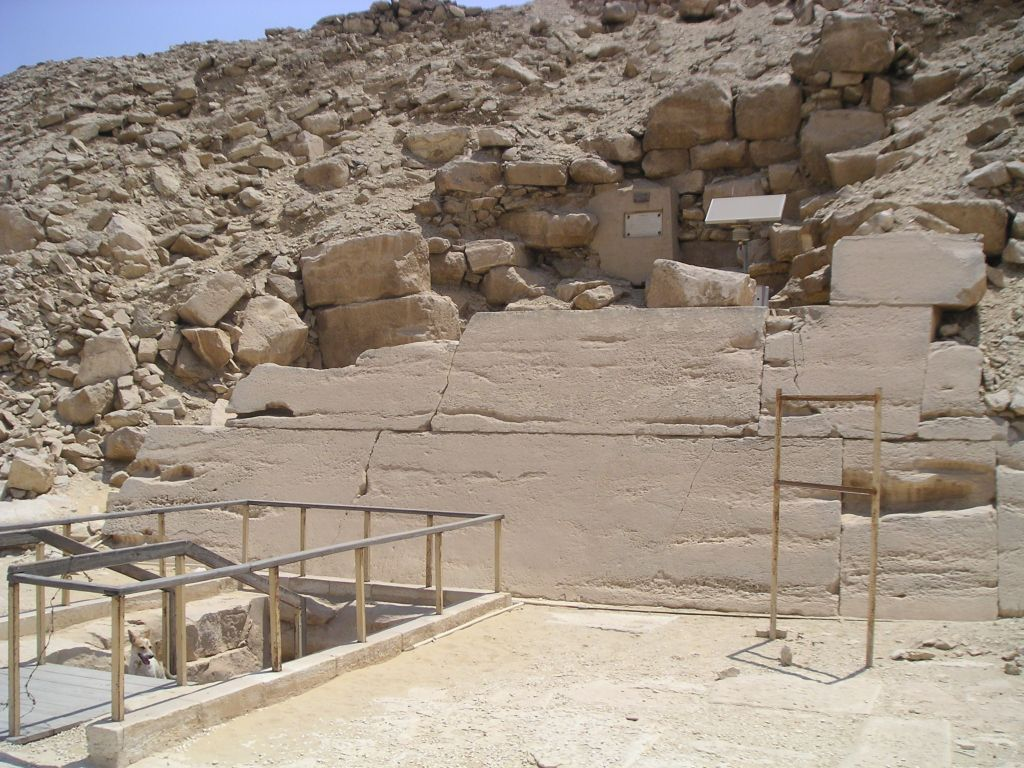
Face nord de la pyramide d'Ounas avec l'accès aux appartements funéraires
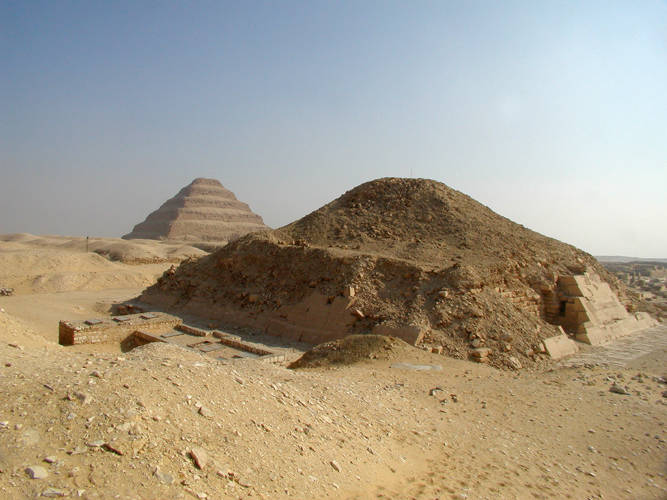
Coin sud-ouest de la pyramide
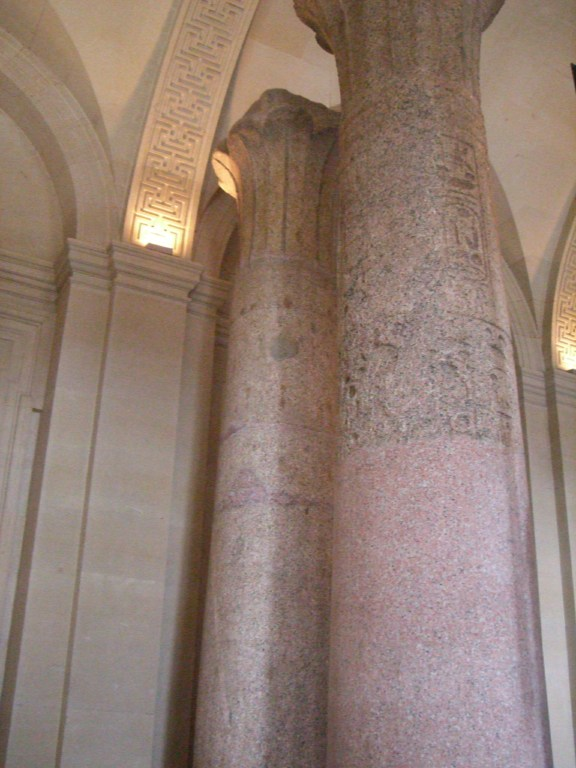
Deux colonnes palmiformes exposées au musée du Louvre - La deuxième provient du temple funéraire d'Ounas
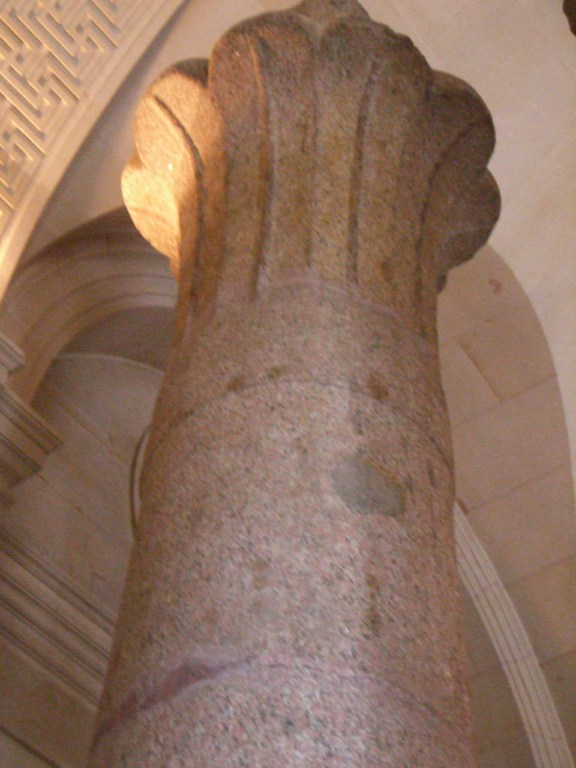
Détail du chapiteau palmiforme de la colonne exposée aujourd'hui au musée du Louvre